# Cástulo Guerra
Pour les articles homonymes, voir Guerra.
Cástulo Guerra est un acteur argentin, né le 24 août 1945 à Córdoba (Argentine).

## Filmographie
- 1979 : Coriolanus : Senator / Nicanor / Officer / Roman Citizen / Volscian Citizen / Roman Soldier / Volscian Soldier
- 1983 : Second Chance (Two of a Kind) : Gonzales
- 1985 : Le Justicier de Miami (Stick) : Nestor
- 1986 : Ça restera entre nous (Just Between Friends) : Sportscaster
- 1986 : Un sacré bordel (A Fine Mess) : Italian Director
- 1986 : Where the River Runs Black : Orlando Santos
- 1987 : Remington Steele: The Steele That Wouldn't Die (TV) : Fernando
- 1987 : Desperate (TV) : Estabumante
- 1987 : Right to Die (TV) : Dr Reuben Espinoza
- 1987 : Cinglée (Nuts) : Dr Arantes
- 1988 : Meurtre à Hollywood (Sunset) : Pancho
- 1991 : Terminator 2 : Le Jugement dernier (Terminator 2: Judgment Day) : Enrique Salceda
- 1991 : Cold Heaven : Dr DeMencos
- 1991 : La Nuit du mensonge (Living a Lie) (TV) : Father Eduardo
- 1992 : Fifteenth Phase of the Moon (TV) : Señor De Leon
- 1982 - 1993 : Santa Barbara (série TV) : Rafael Castillo #2
- 1993 : The Discoverers : Gonzalo de Espinosa
- 1993 : The Pickle : Jose Martinez
- 1993 : Défense traquée (Caught in the Act) (TV) : Dorrega
- 1995 : Usual Suspects (The Usual Suspects) de Bryan Singer : Arturro Marquez
- 1995 : Meurtres en série (Deadline for Murder: From the Files of Edna Buchanan) (TV) : Orlando Zuluata
- 1995 : Bodily Harm (en) de James Lemmo (en) : Dr Vasquez
- 1996 : Le Cobaye 2 (Lawnmower Man 2: Beyond Cyberspace) : Guillermo
- 1996 : For the Future: The Irvine Fertility Scandal (TV) : Dr Ricardo Asch
- 1997 : Invasion (TV) : Eugene Ochoa
- 1997 : Amistad : Spanish Priest
- 1998 : Running Woman : Father Talou
- 1998 : No Salida : Papi
- 1998 : Une évasion en or (The Perfect Getaway) (TV) : Doc
- 1999 : Blink of an Eye : Father Chavez
- 2001 : Moonbeams : Dr West
- 2001 : Le Mexicain (The Mexican) : Joe the Pawnshop Owner
- 2002 : En direct de Bagdad (Live from Baghdad) (TV) : Kuwaiti Doctor
- 2003 : Scooby Doo et le monstre du Mexique (Scooby-Doo and the Monster of Mexico) (vidéo) : Señor Fuente / Man #1 (voix)
- 2004 : Alamo (The Alamo) : General Castrillon
- 2005 : Meet Me in Miami : Miguel
- 2006 : La Prophétie des Andes (The Celestine Prophecy) : Father Jose
- 2010 : Our Family Wedding : Father Paez